# Leucania rosea
Leucania rosea là một loài bướm đêm trong họ Noctuidae.